# Aristolochia thozetii
Aristolochia thozetii är en piprankeväxtart som beskrevs av P. Muell.. Aristolochia thozetii ingår i släktet piprankor, och familjen piprankeväxter. Utöver nominatformen finns också underarten A. t. angustissima.